# Twickenham

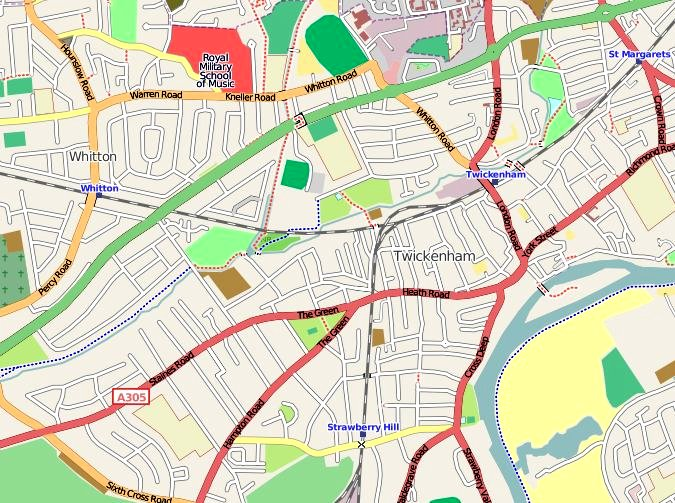
Karta över Twickenham.

Twickenham är en stadsdel (district) i London Borough of Richmond upon Thames, i sydvästra London. Den ligger på Themsens norra sida, 17 km västsydväst om Londons centrum, och väster om Richmond.
Twickenham är främst känt för Twickenham Stadium, nationalarena för Englands rugbylandslag, men har också ytterligare ett rugby union-stadion, The Stoop, hem för rugby union-laget Harlequin F.C..
York House, ett historiskt hus i Twickenham, är kommunens rådhus.
Alexander Pope, Walter de la Mare, Andrzej Panufnik, Ludvig Filip av Frankrike och Emanuel II av Portugal bodde alla i Twickenham.
Den norska industrikoncern Norsk Hydro har sitt brittiska kontor i Twickenham, nära järnvägsstationen.